# Festival du film italien de Villerupt 2019
Le Festival du film italien de Villerupt 2019, 42e édition du festival, se déroule du 25 octobre au 11 novembre 2019.

## Déroulement et faits marquants
Pour sa 42e édition, le festival met à l'honneur la région de Basilicate et rend hommage à Mario Monicelli.
L'Amilcar du jury est remis à Sole de Carlo Sironi, l'Amilcar du jury jeunes à Ride de Valerio Mastandrea, l'Amilcar du jury de la critique à Un soir en Toscane (Dolce Fine Giornata) de Jacek Borcuch, l'Amilcar du jury des exploitants à Sole de Carlo Sironi et l'Amilcar du public à Il campione de Leonardo D'Agostini.

## Jury cinéma
- Agnès Jaoui (présidente du jury), actrice, réalisatrice et scénariste

## Sélection

### En compétition
- Amare Amaro de Julien Paolini
- Bangla de Phaim Bhuiyan
- Croce e delizia de Simone Godano
- C'è tempo de Walter Veltroni
- Un soir en Toscane (Dolce Fine Giornata) de Jacek Borcuch
- Domani è un altro giorno de Simone Spada
- Effetto domino de Alessandro Rossetto
- Gelsomina Verde de Massimiliano Pacifico
- Maternal de Maura Delpero
- Il campione de Leonardo D'Agostini
- Il primo re de Matteo Rovere
- Il sindaco del Rione Sanità de Mario Martone
- La rivoluzione de Joseph Troia
- La scomparsa di mia madre de Beniamino Barrese
- Lucania de Gigi Roccati
- Magari de Ginevra Elkann
- Nevia de Nunzia De Stefano
- Nour de Maurizio Zaccaro
- Ride de Valerio Mastandrea
- Rosa de Katja Colja
- Sole de Carlo Sironi

### Panorama
- 5 est le numéro parfait (5 è il numero perfetto) de Igort
- Affreux et Méchants (Brutti e cattivi) de Cosimo Gomez
- Aspromonte - La terra degli ultimi de Mimmo Calopresti
- Bentornato Presidente de Giancarlo Fontana et Giuseppe Stasi
- Il bene mio de Pippo Mezzapesa
- Il grande spirito de Sergio Rubini
- Io c'è de Alessandro Aronadio
- L'estate di Gino de Fabio Martina
- La Befana vien di notte de Michele Soavi
- La Fameuse Invasion des ours en Sicile de Lorenzo Mattotti
- La mafia non è più quella di una voltade Franco Maresco
- Le Mariage de Verida (Il corpo della sposa - Flesh Out) de Michela Occhipinti
- Le Témoin invisible (Il testimone invisibile) de Stefano Mordini
- Le Traître (Il traditore) de Marco Bellocchio
- Ma cosa ci dice il cervello de Riccardo Milani
- Martin Eden de Pietro Marcello
- Metti la nonna in freezer de Giancarlo Fontana et Giuseppe Stasi
- Momenti di trascurabile felicità de Daniele Luchetti
- Moschettieri del re de Giovanni Veronesi
- Napoli velata de Ferzan Ozpetek
- Normal de Adele Tulli
- Nuits magiques (Notti magiche) de Paolo Virzì
- Pinocchio de Enzo D'Alò
- La paranza dei bambini de Claudio Giovannesi
- Santiago, Italia de Nanni Moretti
- Scherza con i fanti de Gianfranco Pannone et Ambrogio Sparagna
- Sono tornato de Luca Miniero
- Tutto il mio folle amore de Gabriele Salvatores

### Basilicate
- Basilicata coast to coast de Rocco Papaleo
- Il vangelo secondo Mattei de Antonio Andrisani et Pascal Zulino
- Le Christ s'est arrêté à Eboli (Cristo si è fermato a Eboli)  de Francesco Rosi
- L'Été où j'ai grandi (Io non ho paura)  de Gabriele Salvatores
- Le terre rosse de Giovanni Brancale
- L'Évangile selon saint Matthieu (Il vangelo secondo Matteo) de Pier Paolo Pasolini
- Noi e la Giulia de Edoardo Leo
- Notarangelo ladro di anime de David Grieco
- Terra Mia, Terra Nostra de Donato Rotunno
- Un paese quasi perfetto de Massimo Gaudioso

### Hommage àMario Monicelli
- Mes chers amis (Amici miei)
- Brancaleone s'en va-t-aux croisades (Brancaleone alle crociate)
- Les Camarades (I compagni)
- Le Pigeon (I soliti ignoti)
- Le Marquis s'amuse (Il marchese del Grillo)
- Une famille formidable (Parenti serpenti)
- Larmes de joie (Risate di gioia)
- Totò cherche un appartement (Totò cerca casa)
- Nous voulons les colonels (Vogliamo i colonnelli)

## Palmarès
- Amilcar du jury : Sole de Carlo Sironi
- Amilcar du jury jeunes : Ride de Valerio Mastandrea
- Amilcar du jury de la critique : Un soir en Toscane (Dolce Fine Giornata) de Jacek Borcuch
- Amilcar du jury des exploitants : Sole de Carlo Sironi
- Amilcar du public : Il campione de Leonardo D'Agostini
- Amilcar de la ville : Angelo Barbagallo